# 5-HT-receptor
A szerotonin-, vagy 5-hidroxi-triptamin (5-HT-) receptorok az úgynevezett G-protein-kapcsolt receptorok (angolul: G-protein-coupled receptors) és az ún. ligandvezérelt ioncsatornák (ligand-gated ion channels) közé tartoznak a központi (centrális) és a környéki (perifériás) idegrendszerben. Közvetítenek mind gátló és serkentő ingerület átadást. A szerotonin receptorok a szerotonin neurotranszmitter által aktiválódnak, ami a természetes ligandjuknak minősül.
A szerotoninreceptorok modulálódhatnak más neurotranszmitterek hatására, mint pl. GABA, dopamin, norepinefrin stb. Ezek a receptorok befolyásolhatnak számos biológiai és idegi (neurológiai) folyamatot is, mint az agresszió, szorongás, megismerés, tanulás, hangulat, alvás, hőszabályozás stb. Számos gyógyszer, kábítószer hatásmechanizmusa kapcsolatban áll ezekkel a receptorokkal.

Szerotonin

A szerotonin receptorok, amelyek 5-hidroxi-triptamin receptorok vagy 5-HT receptorok neveken is ismertek a G-protein-kapcsolt receptorok egyik csoportját képezik (valamint a központi és környéki idegrendszerben található ligandum-kapuzott ioncsatornákat (angolul: ligand-gated ion channels)(LGICs). Részt vesznek mind az ingerlő (excitátor), mind a gátló (inhibitor) neurotranszmisszióban. A szerotonin receptorokat neurotranszmitterük, a szerotonin aktiválja, ami azok természetes ligandumaként hat. A szerotonin receptorok számos ingerületáttevő anyag felszabadulásában játszanak modulátor szerepet, ilyenek a glutamát, a gamma-aminovajsav (GABA), a dopamin, az epinephrin / norepinephrin, az acetilkolin, valamint sok hormon termelődésében is, mint az oxitocin, prolaktin, vazopresszin, kortizon, corticotropin, és P-anyag, többek között. A szerotonin receptorok számos biológiai és idegi (neurológiai) folyamatot befolyásolnak, így az agressziót, szorongást, étvágyat, érzelmi állapotot, megismerést, tanulást, émelygést, alvást és hőszabályozást. A szerotonin receptorokon keresztül számos különböző gyógyszerhatóanyag fejti ki hatását, amelyek közé tartozik sok antidepresszáns, antipszichotikum, anorektikum, antiemetikum, gastroprokinetikus anyag(en), migrénellenes szer, hallucinogének és entactogének. A szerotonin receptorokról ismert, hogy befolyásolják az élettartamot és az életkorhoz kapcsolódó viselkedést a Caenorhabditis elegans elnevezésű fonálféregben (nematoda).

## Osztályozásuk
Az 5-HT3 receptor(en) kivételével, ami egy ligandum-kapuzott ioncsatorna, valamennyi más szerotonin receptor a G-protein-kapcsolt receptorok közé tartozik, amelyek egy intracelluláris (sejten belüli) másodlagos hírvivő (angolul: second messenger) felszabadításán/termelésén keresztül egy többlépcsős erősítő rendszert (kaszkádot) aktiválva váltják ki az ingerlő vagy gátló jellegű válaszreakciót.

### „Családok”
| Család | Típus                                            | Mechanizmus                                     | Hatás   |
| 5-HT1  | Gi/Go(en)-fehérjéhez kapcsolt.                   | Csökkenti a cAMP szintjét a sejten belül.       | Gátló   |
| 5-HT2  | Gq/G11(en)-fehérjéhez kapcsolt.                  | Növeli az IP3 és a DAG szintjét a sejten belül. | Ingerlő |
| 5-HT3  | Ligandum-kapuzott Na+ és K+(en) kation csatorna. | depolarizálja a sejtmembránt.                   | Ingerlő |
| 5-HT4  | Gs(en)-fehérjéhez kapcsolt.                      | Növeli a cAMP szintjét a sejten belül.          | Ingerlő |
| 5-HT5  | Gi/Go(en)-fehérjéhez kapcsolt.                   | Csökkenti a cAMP szintjét a sejten belül.       | Gátló   |
| 5-HT6  | Gs(en)-fehérjéhez kapcsolt.                      | Növeli a cAMP szintjét a sejten belül.          | Ingerlő |
| 5-HT7  | Gs(en)-fehérjéhez kapcsolt.                      | Növeli a cAMP szintjét a sejten belül.          | Ingerlő |

### Altípusok
A szerotonin receptorok ezen általános típusain belül számos specifikus típus jellemzőit is leírták:
| A szerotonin-receptorok áttekintése |                                         | | | | | |
| Receptor (elsődlegesen klónozott)   | Gén(ek)                                 | Eloszlás | Funkció | Agonista(ák) | Antagonista(ák) | Erre a receptorra ható anyagok használata |
| 5-HT1A (1987)                       | - HTR1A                                 | - Vérerek - Központi idegrendszer                                                                                 | - Addikció (hozzászokás) - Agresszió - Szorongás - Étvágy - Autoreceptor - Vérnyomás - Szív-érrendszeri funkció - Hányás - Szívritmus - Impulzivitás - Memória - Hangulat - Émelygés - Nocicepció - Pénisz erekció - Pupillatágulat - Légzés - Sexuális viselkedés - Alvás - Szocializáció - Hőszabályozás - Érszűkület | Szelektív (az 5-HT1A-ra más 5-HT receptorokon keresztül) - Cannabidiol (Ismeretlen hatásterület és hatásosság) - F-15,599 (Kísérleti vegyület, igen hatásos és szelektív az 5-HT1A-ra) - Flesinoxan (Hatékony, EC50 =24 nM) - Gepiron (Részleges antagonista, Ki = 70 nM) - Ipsapirone (Részleges antagonista, Ki=12,1 nM. antidepresszáns és feszültségoldó hatása van) - Trazodone (szerotonin antagonista és visszavétel gátló) Szelektív abban az értelemben, hogy minden más 5-HT receptorra antagonistaként hat, vagy nincs hatása. Kd=78 nM) - Yohimbine (Mérsékelt affinitású, nem szelektív részleges antagonista Minden receptor helyen antagonista hatású. Egy Indol alkaloida, amelyet a szexuális funkció rendellenességeinek kezelésére használnak - Tandospirone (Hatásos és szelektív részleges antagonista. Ki =27 ± 5 nM Anxiolítikum (feszültségoldó) és antidepresszáns) Nem szelektív - 5-CT (Hatásos – Ki =250 ± 50pM) - 8-OH-DPAT (Hatásos, csaknem szelektív (bizonyos affinitása van az 5-HT7 receptorhoz, szerotonint transzportáló és szerotonint felszabadító szer)) - Aripiprazol (Atípusos antipszichotikum.) - Buspiron (Partial agonist, IA = 0,465. Anxiolítokum (szorongásoldó) és antidepresszáns) - Ziprasidon (Atípusos antipszichotikum. Részleges agonista – Ki=3,4 nM) | - BMY 7378 - Cyanopindolol - Iodocyanopindolol - Lecozotan - Methiothepin - Methysergide (http://www.ncbi.nlm.nih.gov/pubmed/2933009) - NAN-190 - Nebivolol - Nefazodone (SARI. Acts as an antagonist see http://pubchem.ncbi.nlm.nih.govWAY-100,135 - WAY-100,635 - Mefway | - Analgetikumok (a teljes agonisták fájdalomcsillapítókként (analgétikum) működnek a β-endorphin ("boldogság hormon)" felszabadulásának szabályozásával - Antideprenszánsok (a teljes és a részleges agonisták antidepresszánsként hatnak azzal, hogy blokkolják a a preszinaptikus receptorokat) - Szorongásoldók (anxiolítikumok) (e.g. buspiron (részlege agonista), U-92,016-A (teljes agonista), LY297996 (antagonist)) - Nootropic (antagonisták; pl. Lecozotan) - Csökkenti vagy megszünteti a pszichózis negatív tüneteit |
| 5-HT1B (1992)                       | - HTR1B                                 | - Vérerek - Központi Idegrendszer                                                                                 | - Addikcio (hozzászokás) - Agresszió - Szorongás - Autoreceptor - Tanulás - Mozgás - Memória - Hangulat - Hímvessző erekció - Szexuális viselkedés - Érösszehúzódás | - 5-CT - CGS-12066A - CP-93,129 - CP-94,253 - Dihydroergotamine - Eltoprazine - Ergotamine - Methysergide - RU 24969 - TFMPP - Triptans (antimigrén) - Zolmitriptan - Eletriptan - Sumatriptan | - Alprenolol - AR-A000002 - Asenapine - Cyanopindolol - GR-127,935 - Iodocyanopindolol - Isamoltane - Metergoline - Methiothepin - Oxprenolol - Pindolol - Propranolol - SB-216,641 - Yohimbine | - Migrén (e.g. triptans) |
| 5-HT1D (1991)                       | - HTR1D                                 | - Vérerek - Központi Idegrendszer                                                                                 | - Szorongás - Autoreceptor - Mozgás - Érszűkület | - 5-CT - CP-135,807 - Dihydroergotamin - Ergotamin - Methysergide - Triptans (antimigrén) - Almotriptan - Eletriptan - Frovatriptán - Naratriptan - Rizatriptan - Sumatriptan - Zolmitriptan - Yohimbine | - BRL-15572 - GR-127,935 - Ketanszerin - Metergoline - Methiothepin - Rauwolscine - Ritanszerin - Ziprazidon | - Migrén (e.g. triptanokok) |
| 5-HT1E (1992)                       | - HTR1E                                 | - Vérerek - Központi Idegrendszer                                                                                 | | - BRL-54443 | | - Nem ismert |
| 5-HT1F (1993)                       | - HTR1F                                 | - Központi idegrendszer                                                                                           | - Migrén | - BRL-54443 - Lasmiditan - LY-334,370 - Naratriptan | | - Nem ismert |
| 5-HT2A (1988)                       | - HTR2A                                 | - Vérerek - Központi idegrendszer - Gyomor-bél taktus - Vérlemezkék - Környéki idegrendszer - Simaizom            | - Addikció (potenciálisan módosító) - Anxiety - Étvágy - Felismerés - Képzelet - Tanulás - Memória - Hangulat - Ingerfelfogás - Sexuális viselkedés - Alvás - Hőszabályozás - Érszűkület | - 25I-NBOMe (Teljes agonista) - 2C-B - 5-MeO-DMT - BZP - Bufotenin - DMT - DOM - Ergonovine - Lisuride - lizergsav-dietilamid - Meszkalin - Myristicin - Psilocin - Pszilocibin - TFMPP (részleges antagonisták vagy antagonisták) - Yohimbine | - Atípusos antipszichotikumok - Klozapin - Olanzapin - Quetiapin - Riszperidon - Ziprazidon - Aripiprazol - Asenapine - Amitriptilin - Clomipramine - Cyproheptadine - Eplivanserin - Etoperidone - Iloperidone - Ketanserin (antihypertensive) - Metizergid - Mianserin - Mirtazapin - Nefazodon - Pimavanszerin - Pizotifen - Ritanszerin - Trazodon                                           | - Atípusos antipszichotikus (antagonista) - Pszichedelikus szerek (részlege agonisták) - NaSSAs (antidepresszánsok és anxiolítikumok (szorongásoldók)) |
| 5-HT2B (1992)                       | - HTR2B                                 | - Vérerek - Központi idegrendszer - Gyomor-bél traktus - Vérlemezkék - Környéki idegrendszer - Simaizom           | - Szorongás - Étvágy - Szív-érrendszeri működés - Gasztrointestinális motilitás - Alvás - Érszűkület | - BW-723C86 - Fenfluramine - MDMA - Norfenfluramine - Ro60-0175 | - Agomelatine - Asenapine - BZP - Ketanserin - Methysergide - Ritanserin - RS-127,445 - Tegaserod - Yohimbine | - Migrén (antagonisták) |
| 5-HT2C (1988)                       | - HTR2C                                 | - Vérerek - Központi idegrendszer - Gasztrointesztinális traktus - Vérlemezkék - Környéki idegrendszer - Simaizom | - Addikció (hozzászokás). (potenciálisan moduláló) - Szorongás - Étvágy - Gasztrointesztinális motilitás (mozgási aktivitás) - Heteroreceptor norepinephrine-re és dopaminra - Mozgás - Hangulat - Hímvessző erekció - Szexuális viselkedés - Alvás - Hőszabályozás - Érszűkület                                        | - A-372,159 - AL-38022A - Aripiprazole - Ergonovine - Lorcaserin - Ro60-0175 - TFMPP - Trazodone (hypnotic) - YM-348 | - Agomelatine (antidepresszáns) - Amitriptyline - Asenapine - Clomipramine - Clozapine (antipsychotic) - Cyproheptadine - Dimebolin - Eltoprazine - Etoperidone - Fluoxetine - Iloperidone - Ketanserin (antihypertensive) - Lisuride - Methysergide - Mianzerin - Mirtazapine - Nefazodone - Olanzapin - Paroxetine - Quetiapin - Riszperidon - Ritanszerin - Tramadol - Trazodone - Ziprazidon | - Antidepresszánsok (pl. agomelatine, fluoxetine) |
| 5-HT3 (1993)                        | - HTR3A - HTR3B - HTR3C - HTR3D - HTR3E | - Központi idegrendszer - Gasztrointesztinális traktus - Környéki idegrendszer                                    | - Addikció (hozzászokás) - Szorongás - Hányás - Gastrointesztinális motilitás (mozgási aktivitás) - Tanulás - Memória - Émelygés | - 2-Methyl-5-HT - BZP - Quipazine - RS-56812 | - Alosetron - Számos antiemeticum - Dolasetron - Ondansetron - Granisetron - Tropisetron - Clozapine - Memantine - Metoclopramide - Mianzerin - Mirtazapine - Olanzapine - Quetiapin | - Antiemeticum |
| 5-HT4 (1995)                        | - HTR4                                  | - Központi idegrendszer - Gyomor-bél traktus - Környéki idegrendszer                                              | - Szorongás - Étvágy - Gyomor-bélrendszer motilitása (mozgási aktivitása) - Tanulás - Memória - Hangulat - Légzés | - 5-MT - BIMU-8 - Cinitapride - Cisapride (gasztroprokinetikus szer) - Dazopride - Metoclopramide - Mosapride - Prucalopride - RS-67333 - Renzapride - Tegaserod - Zacopride | - L-Lysine - Piboserod | - Nem ismert |
| 5-HT5A (1994)                       | - HTR5A                                 | - Központi idegrendszer                                                                                           | - Autoreceptor - Mozgás - Sleep | - 5-CT - Ergotamine - Valeriánsav | - Asenapine - Dimebolin - Methiothepin - Ritanserin - SB-699,551 - SB-699,551-A | - Eddig még semmi |
| 5-HT5B (1993)                       | - HTR5BP                                | rágcsálókban van funkciója, pseudogén emberben                                                                    | | | | - Eddig még semmi |
| 5-HT6 (1993)                        | - HTR6                                  | - Központi idegrendszer                                                                                           | - Szorongás - Felismerés - Tanulás - Memória - Hangulat | - EMD-386,088 - EMDT | - Amitriptylin - Aripiprazol - Asenapine - Klomipramin - Klozapin - Dimebolin - EGIS-12233 - Iloperidone - MS-245 - Olanzapin - Ro04-6790 - SB-258,585 - SB-271,046 - SB-357,134 - SB-399,885 | - Eddig még semmi |
| 5-HT7 (1993)                        | - HTR7                                  | - Vérerek - Központi idegrendszer - Gyomor-bél traktus                                                            | - Szorongás - Autoreceptor - Memória - Hangulat - Légzés - Alvás - Hőszabályozás - Érszűkület | - 5-CT - 8-OH-DPAT - AS-19 - E-55888 - RA-7 | - Amitriptilin - Aripiprazol - Asenapin - Klomiparin - Klozapin - EGIS-12233 - Iloperidon - Imipramin - Ketanszerin - Mirtazapin - Olanzapin - Ritanszerin - Riszperidon - SB-269,970 | - Antidepresszáns |

## Fordítás
- Ez a szócikk részben vagy egészben  a(z)   5-HT receptor című angol Wikipédia-szócikk ezen változatának fordításán alapul.  Az eredeti cikk szerkesztőit annak laptörténete sorolja fel. Ez a jelzés csupán a megfogalmazás eredetét és a szerzői jogokat jelzi, nem szolgál a cikkben szereplő információk forrásmegjelöléseként.